# Marius et Olive à Paris
Pour plus de détails, voir Fiche technique et Distribution.
Marius et Olive à Paris est un film français réalisé par Jean Epstein en 1935, sorti en 1938.

## Synopsis
Marius et Olive ont quitté leur chère ville de Marseille pour aller découvrir Paris. Ils ne savent pas qu'ils vont, tous deux, en revenir mariés.

## Fiche technique
- Titre original : Marius et Olive à Paris
- Réalisation : Jean Epstein
- Scénario : Jean-Michel Pagès et Jean Epstein
- Photographie : Philippe Agostini et Joseph Barth
- Son : Jean Dubuis
- Assistant réalisateur : Pierre Duval
- Montage : Serge Griboff
- Musique : Jean Wiener
- Société de production : Films Cinémonde
- Pays d'origine :  France
- Format : Noir et blanc - 35 mm - 1,37:1 - Mono
- Genre : Comédie
- Durée : 67 minutes
- Date de sortie : France, 16 novembre 1938

## Distribution
- Barencey : Marius
- René Sarvil : Olive
- Pitouto : Auguste Barbapoule
- Micheline Cheirel : Alberte
- Illa Meery : Jacqueline
- Laurette Clody : Philomène
- Geneviève Soria
- Madame de Krianine